# ويليام هنري هيل (سياسي)
ويليام هنري هيل (بالإنجليزية: William Henry Hill)‏ هو محامي وسياسي أمريكي، ولد في 1 مايو 1767 في برونسويك في الولايات المتحدة، وتوفي في 1809 في ويلمينغتون في الولايات المتحدة. انتخب عضو مجلس ولاية كارولاينا الشمالية وانتخب عضو مجلس النواب الأمريكي.